# 胡志明市电视台歌唱
胡志明市电视台歌唱（越南语：Tiếng hát Truyền hình Thành phố Hồ Chí Minh） 是胡志明市电视台举办的音乐比赛组织。这是一场“为全国小银幕和歌唱运动选拔有前途的歌手”的竞赛。比赛音乐类型以歌颂爱国爱乡的歌曲和民歌为主。